# Cedar Crest (Pensilvania)
Cedar Crest es un lugar designado por el censo ubicado en el condado de Mifflin en el estado estadounidense de Pensilvania. En el año 2010 tenía una población de 195 habitantes y una densidad poblacional de 390 personas por km².

## Geografía
Cedar Crest se encuentra ubicado en las coordenadas 40°23′47″N 77°53′8″O / 40.39639, -77.88556. Según la Oficina del Censo de los Estados Unidos, Cedar Crest tiene una superficie total de 0,21 mi² (0,5 km²), de la cual 0,21 mi² (0,5 km²) corresponden a tierra firme y 0 mi² (0 km²) es agua.